# Médecine thérapeutique
Médecine thérapeutique (MT) est une revue médicale francophone.

## Présentation
Médecine thérapeutique s’adresse à l’ensemble de la communauté médicale, la revue aborde toutes les disciplines médicales à travers l’actualité thérapeutique.
Son objectif est de mettre à disposition un outil d’actualisation thérapeutique dans chaque discipline, accessible à l’ensemble des spécialistes.
La revue est soutenue par l’Association pédagogique nationale pour l’enseignement de la thérapeutique (APNET).